# 速泳捷鰕虎魚
速泳捷鰕虎魚（学名：Drombus ocyurus）为鰕虎科捷鰕虎魚屬下的一个种。